# Megachile maculata
Megachile maculata är en biart som beskrevs av Smith 1853. Megachile maculata ingår i släktet tapetserarbin, och familjen buksamlarbin. Inga underarter finns listade i Catalogue of Life.